# Росмезон
Росмезон (фр. Rossemaison) — громада  в Швейцарії в кантоні Юра, округ Делемон.

## Географія
Громада розташована на відстані близько 50 км на північ від Берна, 3 км на південь від Делемона.
Росмезон має площу 1,9 км², з яких на 15% дозволяється будівництво (житлове та будівництво доріг), 66,8% використовуються в сільськогосподарських цілях, 18,1% зайнято лісами, 0% не є продуктивними (річки, льодовики або гори).

## Демографія
2019 року в громаді мешкало 674 особи (+22,1% порівняно з 2010 роком), іноземців було 11,3%. Густота населення становила 357 осіб/км².
За віковим діапазоном населення розподілялося таким чином: 20,8% — особи молодші 20 років, 58,8% — особи у віці 20—64 років, 20,5% — особи у віці 65 років та старші. Було 268 помешкань (у середньому 2,5 особи в помешканні).
Із загальної кількості 176 працюючих 18 було зайнятих в первинному секторі, 60 — в обробній промисловості, 98 — в галузі послуг.